# 刘云沼
刘云沼（1926年10月—2020年4月20日），男，汉族，山东沂水人，中华人民共和国政治人物，曾任吉林省政协主席。

## 生平
刘云沼是山东省沂水县高桥镇刘家山宋村人。1938年参加八路军，任山东大众日报社电台译电员、译电股长。1945年后，任安东日报、辽宁日报电台科长，辽宁新闻工作学校指导员，《安东日报》、《辽东日报》、《辽东大众》记者。1950年后，历任长春日报社社长兼总编辑，《吉林日报》总编辑。1978年，任中共吉林省委宣传部副部长、代理部长。1980年4月，任吉林省人民政府副省长，分管科技、文教、卫生、体育等工作。1983年，任吉林省地方志编纂委员会副主任委员。1984年，任吉林省红十字会会长。1988年，任吉林省政协主席。2020年4月20日，在吉林长春逝世。